# L-ascorbato perossidasi
La L-ascorbato perossidasi è un enzima appartenente alla classe delle ossidoreduttasi, che catalizza la seguente reazione:
L-ascorbato + H2O2 ⇄ deidroascorbato + 2 H2O